# Sint-Joriskerk (Beernem)

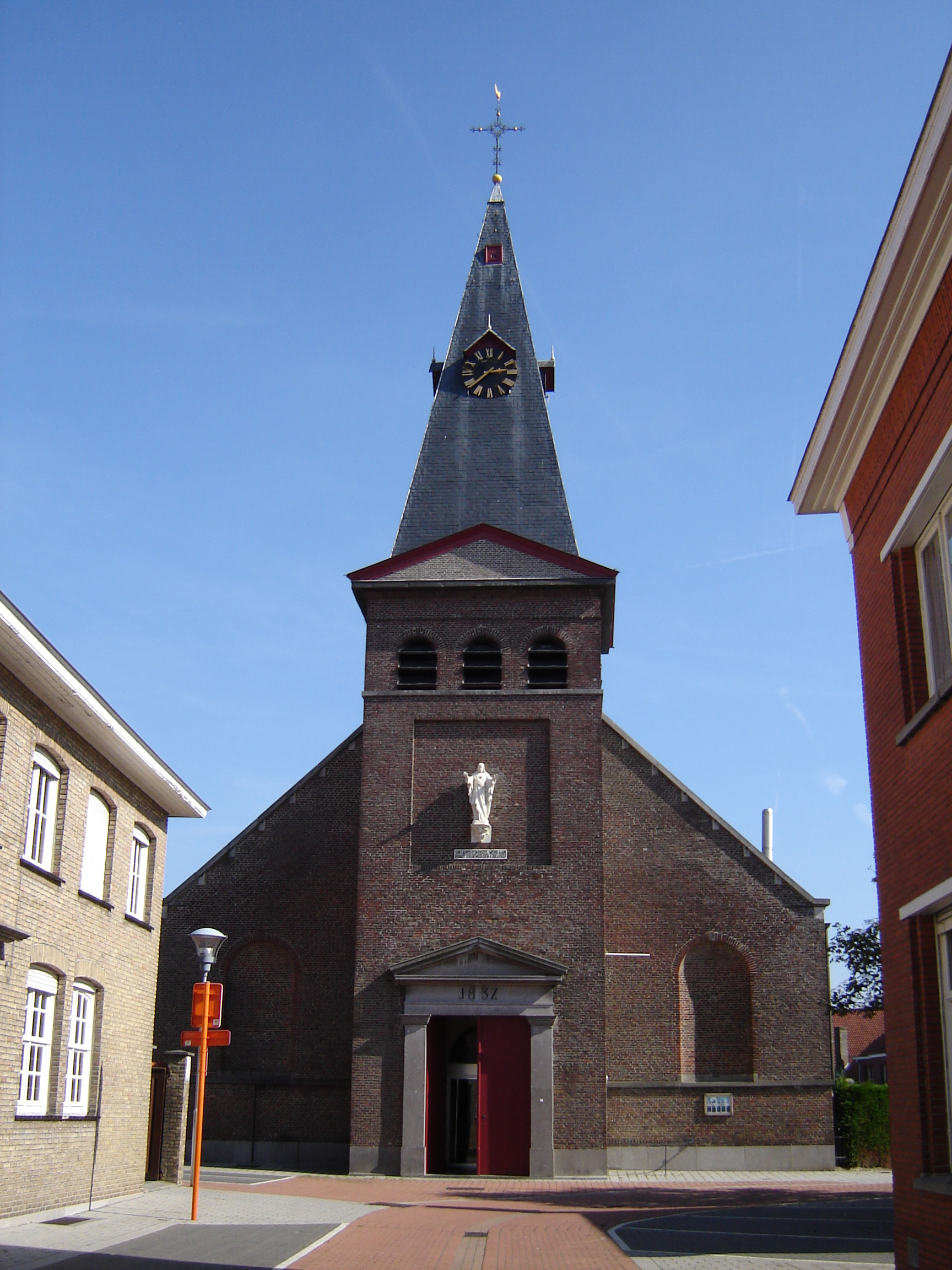
Sint-Joriskerk

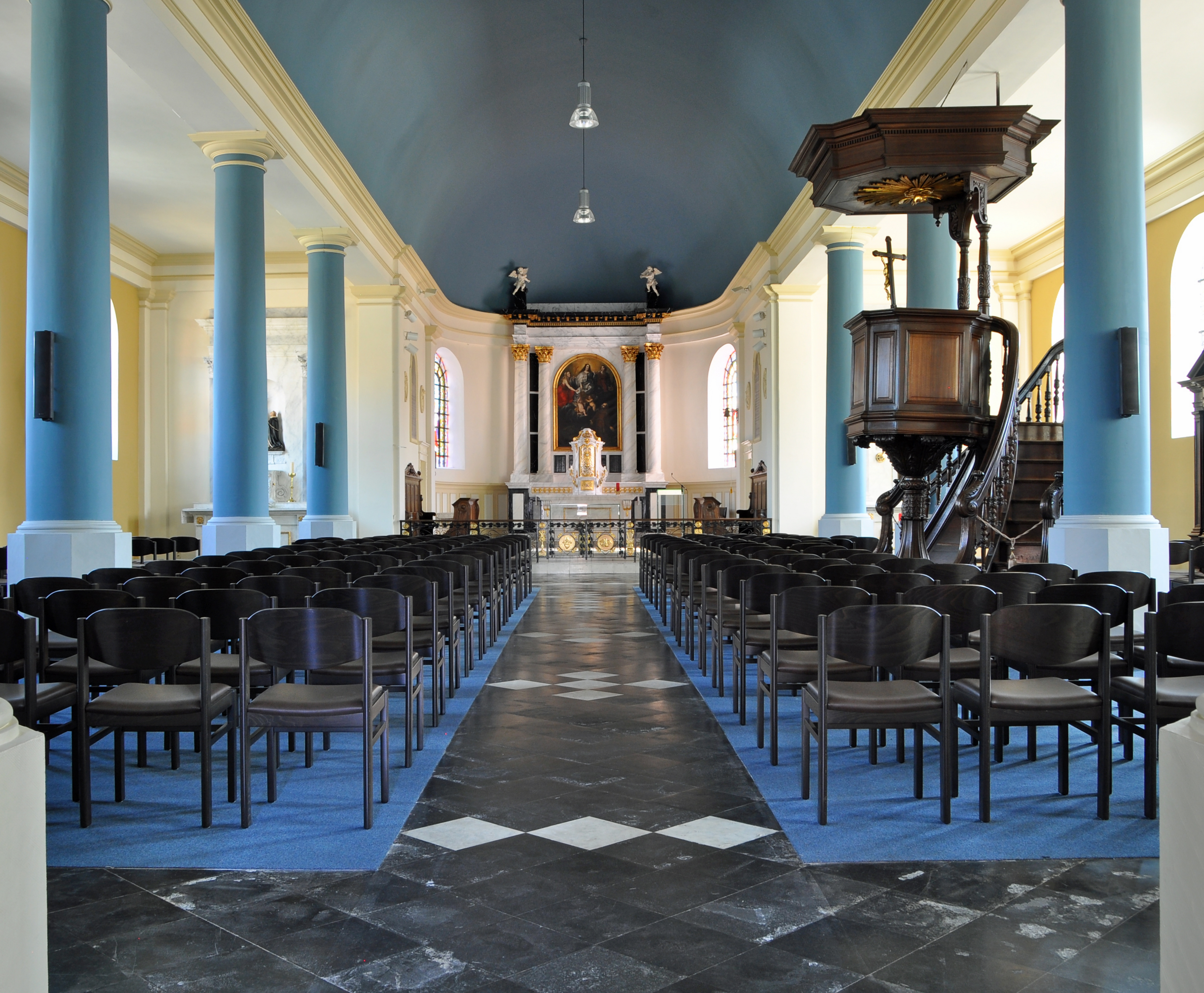
Interieur

De Sint-Joriskerk (ook: Sint-Joris-ten-Distelkerk) is de parochiekerk van de tot de West-Vlaamse gemeente Beernem behorende plaats Sint-Joris, gelegen aan Kerkstraat 8.

## Geschiedenis
De parochie werd gesticht in 1242, terwijl voor die tijd er al een kapel zou hebben gestaan. Op de Heraldische kaart van het Brugse Vrije (1565-1571) werd een kruiskerk met vieringtoren weergegeven. Eind 16e eeuw werd deze kerk, tijdens de godsdienstoorlogen, verwoest. Van 1610 tot 1615 werd de kerk herbouwd in barokstijl. In 1837 werd deze kerk gesloopt en vervangen door een bouwwerk in Louis-Philippestijl (een soort neoclassicisme).

## Gebouw
De kerk heeft een driebeukig schip met halfingebouwde toren. Het schip heeft een tongewelf en de zijbeuken hebben een vlakke zoldering. Het koor heeft een halfronde apsis. Aan de buitenzijde is een grafsteen van 1696 ingemetseld.

## Interieur
Van belang is een 15e eeuw gepolychromeerd houten Sint-Jorisbeeld. Het orgel is oorspronkelijk van 1787 en vervaardigd door Lambert-Benoît van Peteghem. Het werd in 1960 gerenoveerd door de firma Loncke.